# ده سعدی
ده سعدی یک روستا در ایران است که در شهرستان سیرجان واقع شده‌است.